# Shojā‘ābād (ort i Golestan)
Shojā‘ābād (persiska: شجاع آباد) är en ort i Iran.   Den ligger i provinsen Golestan, i den norra delen av landet, 300 km öster om huvudstaden Teheran. Shojā‘ābād ligger 96 meter över havet och antalet invånare är 374.
Terrängen runt Shojā‘ābād är huvudsakligen platt, men söderut är den kuperad.Runt Shojā‘ābād är det ganska tätbefolkat, med 139 invånare per kvadratkilometer. Närmaste större samhälle är ‘Alīābād-e Katūl, 12,8 km öster om Shojā‘ābād. I omgivningarna runt Shojā‘ābād växer i huvudsak blandskog.